# Señorío de Villena

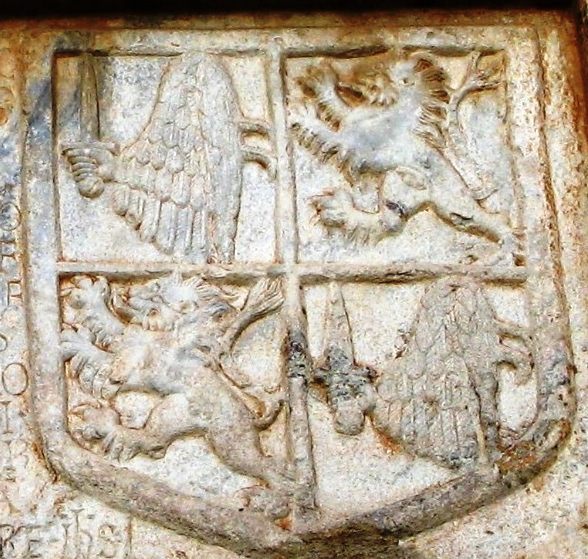
Escudo de Armas de los Manuel.

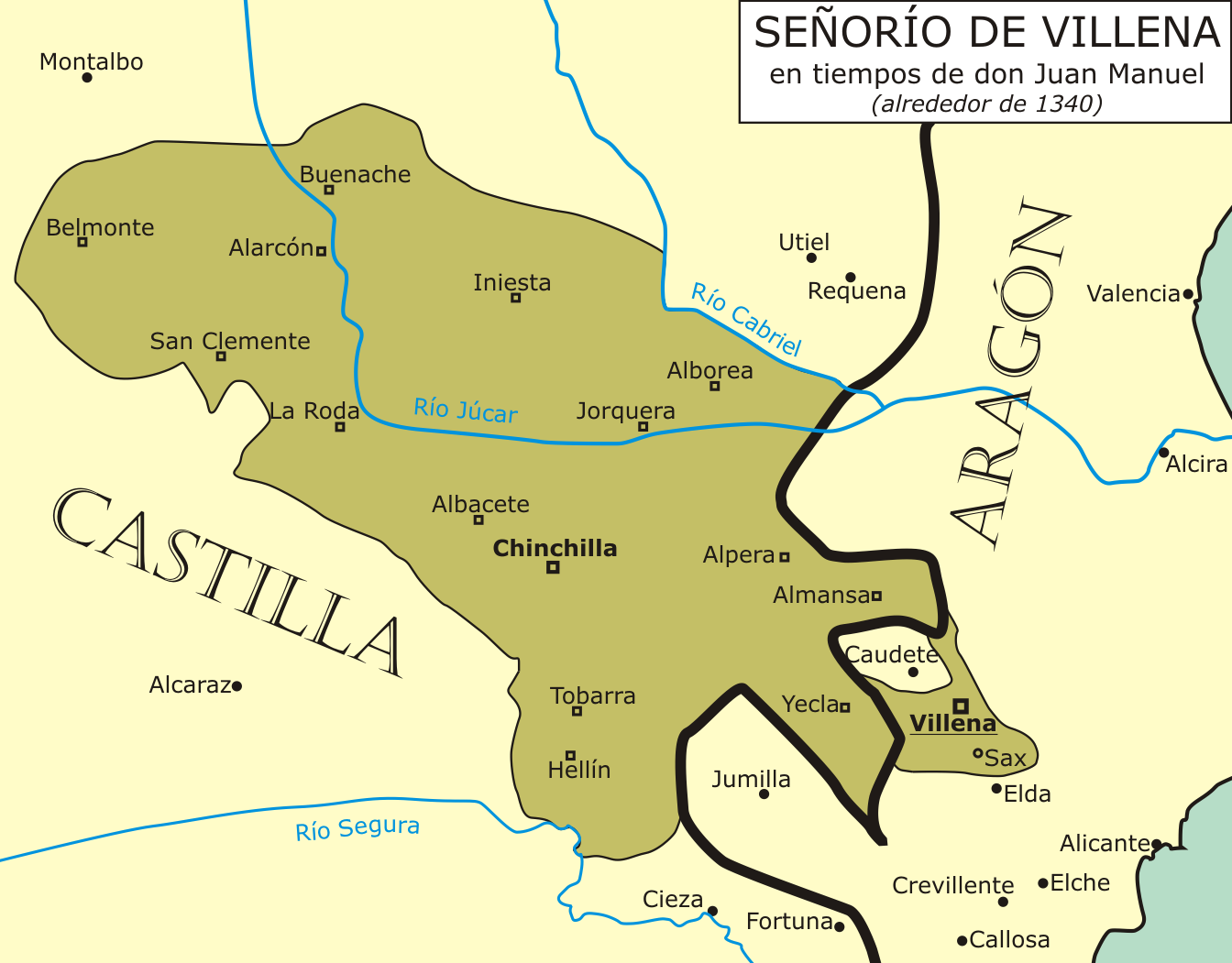
Extensión del Señorío de Villena en tiempos de don Juan Manuel, alrededor de 1340

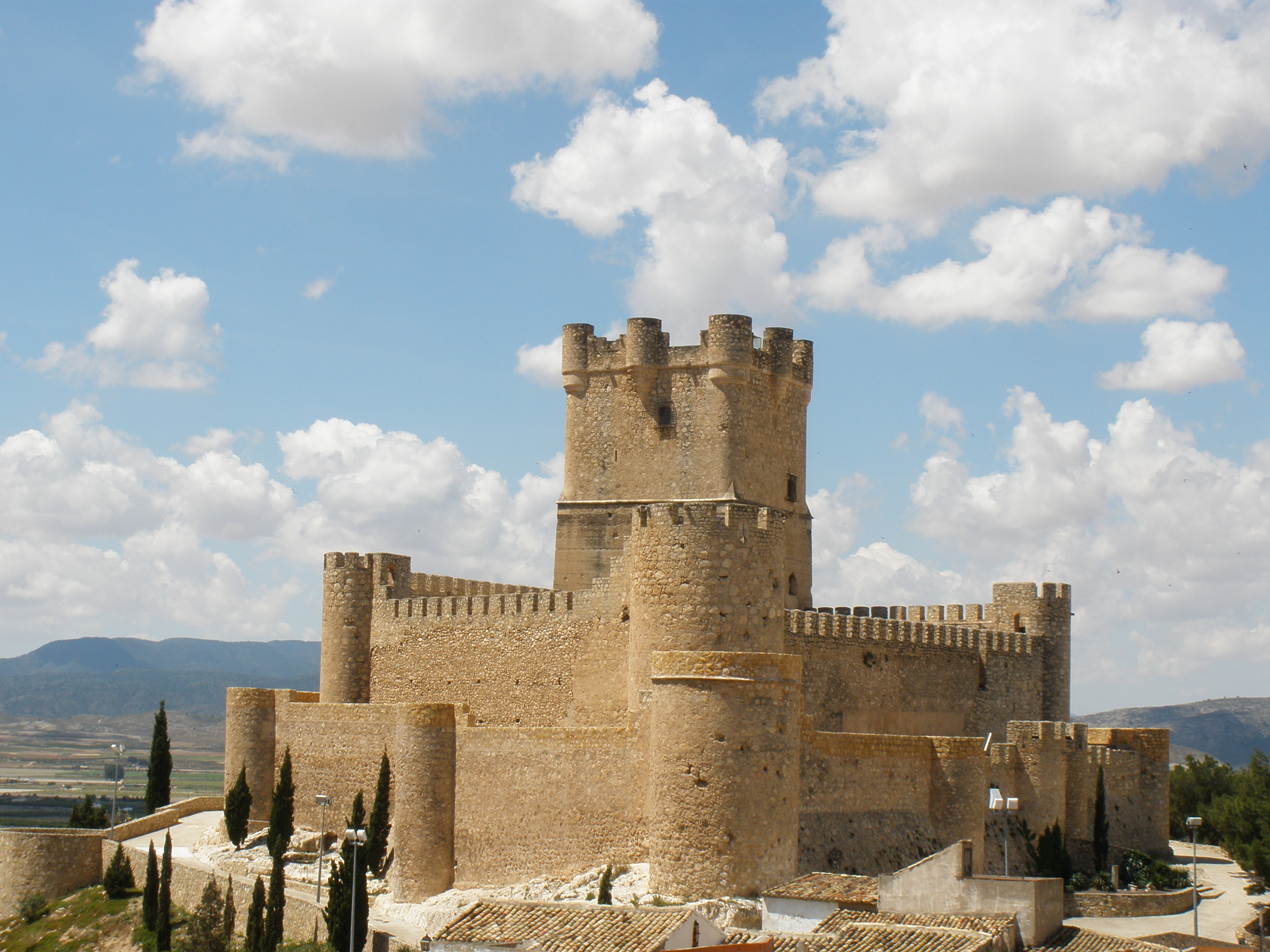
Castillo de la Atalaya, en Villena (Alicante)

El señorío de Villena fue un territorio concedido originalmente a modo de apanage al infante Manuel de Castilla, sobre el cual se estableció el origen de la casa nobiliaria de los Manuel de Villena. Si en un principio abarcaba las villas y ciudades desde las costas de Elche y Santa Pola y el río Vinalopó hasta el valle de Ayora y Cofrentes, se acabó extendiendo abarcando buena parte de las actuales provincias de Alicante, Albacete, Murcia, Valencia y Cuenca, suponiendo en la práctica y desde su creación un verdadero estado tapón entre las Coronas de Castilla y Aragón.
Esta situación de aparente doble vasallaje permitió obtener a sus sucesivos señores y duques titulares una gran independencia de la que se aprovechaban, favoreciendo o aproximándose a un monarca u otro según les conviniese.  

## Extensión
La base territorial tardía del señorío de Villena se extendió por una amplísima comarca limitada al norte por el alfoz de la ciudad de Cuenca y al sur por el término de la ciudad de Murcia y el alfoz de Alcaraz. Este territorio se estructuró fundamentalmente en dos centros políticos: la Tierra de Alarcón, al norte, y la Tierra de Chinchilla, al sur. Y, en torno a ellos, se agrupaban otras villas relevantes con términos más reducidos, entre ellas, Iniesta, la Tierra de Hoya-Gonzalo, Jorquera, Hellín, Tobarra, Almansa, Yecla, Sax y Villena, que, a pesar de conferirle el nombre y la capitalidad de señorío, acabará con el tiempo ocupando una situación geográfica periférica respecto a todo el conjunto, si bien en sus inicios contaba con las ciudades del Vinalopó (Sax, Elda, Novelda, Elche) como parte del apanage de Manuel de Castilla. El señorío experimentó a lo largo del tiempo cambios conyunturales externos, debido a la anexión temporal de alguna población próxima, como el caso de Villarrobledo, Lezuza, Munera, Jumilla o Utiel en el siglo XV, o también las pérdidas de algunas villas.
Este conjunto señorial tiene un doble origen histórico, por un lado las poblaciones de la Tierra de Jorquera, Hellín, Ves, Tobarra, Almansa, Yecla, Sax y Villena, habían pertenecido al infante Manuel de Castilla en el siglo XIII, unidas al resto de villas alicantinas del cauce del Vinalopó. Por ello se comenzó a denominar Tierra de don Manuel. Por el contrario, el sector norte, la Tierra de Alarcón e Iniesta, perteneció al realengo durante el siglo XII y XIII, siendo incorporado al señorío de Villena por el referido infante.

## Formación del Señorío
Desde 1252, año en que Alfonso X llega al trono de Castilla, el infante Manuel, hermano del Rey Sabio, figurará a menudo entre sus consejeros, como confirmante de documentos reales. Alfonso lo armará caballero, hacia 1254, y en adelante tendrá oficios y cargos de la casa real.  
Fue entre 1252, año de la muerte de Fernando III y 1256, cuando se crea el señorío de Villena, partiendo con esta ciudad como cabeza, a favor del infante. Cuando fue nombrado alférez del rey, sirvió también a su hermano como embajador ante el Papa, con lo que aprovechó para granjearse la amistad de la poderosa Orden de Santiago e intentó favorecer para que Alfonso X fuera elegido emperador y estropear al tiempo, con notable éxito, los planes que al mismo fin había fraguado Ricardo de Cornualles. En enero de 1261, el infante don Manuel y su esposa, Constanza, se afiliaron como familiares a la orden de Santiago, prometiendo ayudar a ésta y a su maestre Pelayo Pérez, y hacerse enterrar a sí mismos y a sus descendientes en el Monasterio de Uclés, donde dotaron una capilla. Muy probablemente, esta amistad con el maestre Pelayo Pérez, unida, desde luego, a sus servicios a la Corona, le valiera la posesión de Elche, Crevillente, Aspe y el valle de Elda, en el reino de Murcia, ocupado quince años antes, pero apenas poblado todavía de cristianos; que le fueron reconocidos por el rey ya en 1262, y que a partir de entonces constituyeron el núcleo más fuerte de sus dispersas posesiones. Algunas referencias indican que Elda le pertenecía con anterioridad a este año.
El hecho es que, al menos desde 1262, don Manuel es señor de pleno derecho de Elche, Crevillente, Aspe y de todo el valle de Elda; y Adelantado del reino de Murcia, además. En ese mismo año, al delimitar el obispado de Cartagena, se menciona «Petrel e Sax e Villena e la tierra de don Manuel nuestro hermano como parte con la tierra del rey de Aragón, e Val de Ayora fasta Confruentes». La falta de documentación impide precisar las condiciones en que se produjo la entrega de don Manuel de sus primeros señoríos murcianos. No es improbable, que como sugieren algunos historiadores, la merced tuviera un carácter de apanage, según el uso entonces en boga en las cortes europeas; es decir, de dominio confiado a uno de los miembros de la familia real, con excepcionales facultades, que sin embargo habría de reintegrase a la corona si faltara heredero varón. Desde luego, la donación no comportaría ni mucho menos la soberanía, pero tal vez sí una amplia jurisdicción, de la que Manuel abusaría sin duda, rodeándose de un ceremonial semejante al de los reyes, ejerciendo un poder omnímodo en el cobro de tributos, repartiendo heredades entre sus vasallos, etc.
El apoyo que daría de forma tardía al infante don Sancho, frente a su hermano el rey, le recompensaría espléndidamente asegurándose la villa de Aspe, que redondeaba sus señoríos levantinos de Elche y Elda, y las de Chinchilla, Ves y Jorquera, en la Mancha albacetense que, por estar situada en las tierras que suben hacia el reborde montañoso de la frontera valenciana, recibía entonces el nombre de Mancha de Montaragón. En fecha desconocida recibió también la posesión de Isso y Hellín, lugares mudéjares muy estratégicos para el control de la ruta entre Castilla y el reino de Murcia. Nuevas posesiones que, aunque no muy pobladas venían a triplicar en extensión los dominios del señorío primitivo del Vinalopó y ponían en sus manos el control eminente del territorio manchego oriental; un territorio mucho menos mudéjar y por lo tanto más pobre todavía pero susceptible de ser poblado y enriquecido. Tan pronto como le fueron entregados estos pueblos y a pesar de que la situación de guerra civil no facilitaba este designio don Manuel puso en práctica en ellos algunas medidas urgentes encaminadas a la repoblación encomendando a su vasallo Sancho Ximénez que llevara a cabo repartimientos de tierras en su nombre. 

## Principado de Villena
A la muerte de don Manuel, el señorío lo heredó su hijo, don Juan Manuel, segundo señor, príncipe y primer duque de Villena. Sería él quien ampliaría el señorío y lo llevaría a su época de mayor esplendor, llegando a adquirir con sus posesiones una autonomía prácticamente equiparable a la de los reinos peninsulares, jugando con su situación fronteriza entre Castilla y Aragón.
Esta fase de gran poder y autonomía le llevaría a la elevación del título a ducado y hasta a Principado vitalicio, llegando al extremo de acuñar moneda propia o a mantener una mesnada personal de más de un millar de caballeros.